# Концерт майстрів українського мистецтва
«Концерт майстрів українського мистецтва» — радянський музичний фільм-концерт режисера Бориса Барнета, знятий в 1952 році на Київській кіностудії. Прем'єрний показ відбувся 11 травня 1952 року.

## Сюжет
Музичний фільм-концерт, створений режисером Борисом Барнетом за канонами масового мистецтва сталінського часу. Лейтмотивом в фільмі звучить «Пісня про Сталіна» композитора Марка Фрадкіна на вірші Михайла Ісаковського у виконанні зведеного хору, соліст Михайло Гришко, українська народна пісня «Закувала та сива зозуля» у виконанні солістів Державної заслуженої капели бандуристів УРСР, ода до відкриття Волго-Донського каналу… У постановці брали участь видатні українські радянські оперні співаки, відомі танцювальні колективи, солісти та ансамблі: Борис Гмиря, Іван Паторжинський, Марія Литвиненко-Вольгемут, Лариса Руденко, Єлизавета Чавдар. Звучать арії з опер: «Запорожець за Дунаєм», «Борис Годунов», «Тарас Бульба», «Молода гвардія». Представлені сцени з балету «Маруся Богуславка», український національний танець «Гопак» у виконанні Державного ансамблю танцю Української РСР в постановці Павла Вірського й інше.

## Колективи та виконавці
- Михайло Гришко — соліст, «Пісня про Сталіна»;
- Борис Гмиря — арія Бориса з опери «Борис Годунов»;
- Дмитро Гнатюк — арія Остапа з опери «Тарас Бульба»;
- Лідія Герасимчук — партія Марусі з балету «Маруся Богуславка»;
- Євгенія Єршова — партія Лесі з балету «Маруся Богуславка»;
- Іван Паторжинський — партія Карася, дует Одарки та Карася з опери «Запорожець за Дунаєм»;
- Марія Литвиненко-Вольгемут — партія Одарки, дует Одарки та Карася з опери «Запорожець за Дунаєм»;
- Лариса Руденко — партія Матері з опери «Тарас Бульба»;
- Єлизавета Чавдар — солістка, пісні «Зелений хміль» і «Соловейко»;
- Державний ансамбль танцю Української РСР — український національний танець «Гопак»;
- Державна заслужена капела бандуристів УРСР — українські пісні і музика;
- Закарпатський народний хор — «Пісня про Сталіна», «фрагмент до відкриття Волго-Донського каналу»

й інші.

## Творча група
- Режисер та сценарист: Борис Барнет
- Оператори: Євген Андріканіс і Олексій Мішурин
- Композитор: Марк Фрадкін
- Хореограф: Павло Вірський